# Charles Blé Goudé
Pour les articles homonymes, voir Blé (homonymie) et Goude.
Charles Blé Goudé , né le 1er janvier 1972 à Niagbrahio, est un homme politique ivoirien.
Ses actions durant la crise politico-militaire de 2004 sont controversées et le conduisent à faire l'objet de sanctions de la part de l'ONU pour avoir notamment participé à des actes de violences et d'avoir incité à la haine.
Lors de la crise de 2010-2011, il soutient Laurent Gbagbo. Après la défaite de ce dernier, la Cour pénale internationale (CPI) émet un mandat d'arrêt international à son encontre pour crimes contre l'humanité. Il est finalement arrêté en 2013 au Ghana, puis détenu en Côte d'Ivoire avant d'être transféré à la CPI, qui l’acquitte en 2019 ; cependant, la justice ivoirienne le condamne dans le même temps à 20 ans de prison. Il rentre en Côte d'Ivoire en novembre 2022.

## Biographie
Charles Blé Goudé est né le 1er janvier 1972 à Niagbrahio. Il obtient son baccalauréat en 1991.

### Syndicaliste étudiant à la FESCI
En 1990, il adhère à la Fédération estudiantine et scolaire de Côte d'Ivoire (FESCI) et occupe différents postes de secrétaire à différents niveaux au sein de cette dernière. En 1996, il devient le secrétaire national à l'organisation au bureau national puis, en 1998, il succède à Guillaume Soro en tant que secrétaire général de la FESCI.
Entre 1994 et 1999, il est emprisonné huit fois pour son engagement dans la lutte syndicale estudiantine.
En 2001, il crée le Congrès panafricain des jeunes et des patriotes (COJEP), mouvement qui se déclare en lutte contre l'impérialisme et le néo-colonialisme.
Il obtient une licence d'anglais dans des conditions controversées, et passe un master en gestion et prévention des conflits à Manchester en Angleterre avant de suspendre ses études pour regagner Abidjan lors du début de la guerre civile en Côte d'Ivoire en septembre 2002.

### Guerre civile ivoirienne
Cette même année, il fonde l'Alliance des jeunes patriotes pour le sursaut national qui organise plusieurs manifestations, pour certaines violentes, pour le départ des forces armées non ivoiriennes et « l'indépendance économique » de la Côte d'Ivoire. D'une manière plus générale, ce mouvement, couramment appelée simplement Jeunes patriotes, apporte son soutien au président Laurent Gbagbo et joue un rôle important et controversé durant toute la durée de cette crise.
Le 6 novembre 2004, les Forces armées nationales de Côte d'Ivoire (FANCI) bombardent des positions françaises et tuent neuf soldats français et un civil américain. La France réplique détruisant tous les moyens militaires aériens de FANCI. Dans la soirée Charles Blé Goudé lance à la télévision un appel à la résistance contre la présence française : « Si vous êtes en train de manger, arrêtez vous. Si vous dormez, réveillez vous. Tous à l'aéroport, au 43e BIMa. L'heure est venue de choisir entre mourir dans la honte ou dans la dignité » ,. S'ensuivent des manifestations violentes contre plusieurs Occidentaux et leurs propriétés.
Condamné par l'ONU le 7 février 2006, il est interdit de voyager et ses avoirs sont gelés, car accusé de :
« déclarations publiques répétées préconisant la violence contre les installations et le personnel des Nations unies, et contre les étrangers; direction et participation à des actes de violence commis par des milices de rue, y compris des voies de fait, des viols et des exécutions extrajudiciaires; intimidation du personnel de l'ONU, du Groupe de travail international (GTI), de l'opposition politique et de la presse indépendante; sabotage des stations de radio internationales; obstacle à l'action du GTI, de l'Opération des Nations unies en Côte d'Ivoire (ONUCI) et des forces françaises et au processus de paix tel que défini par la résolution 1633 (2005). »

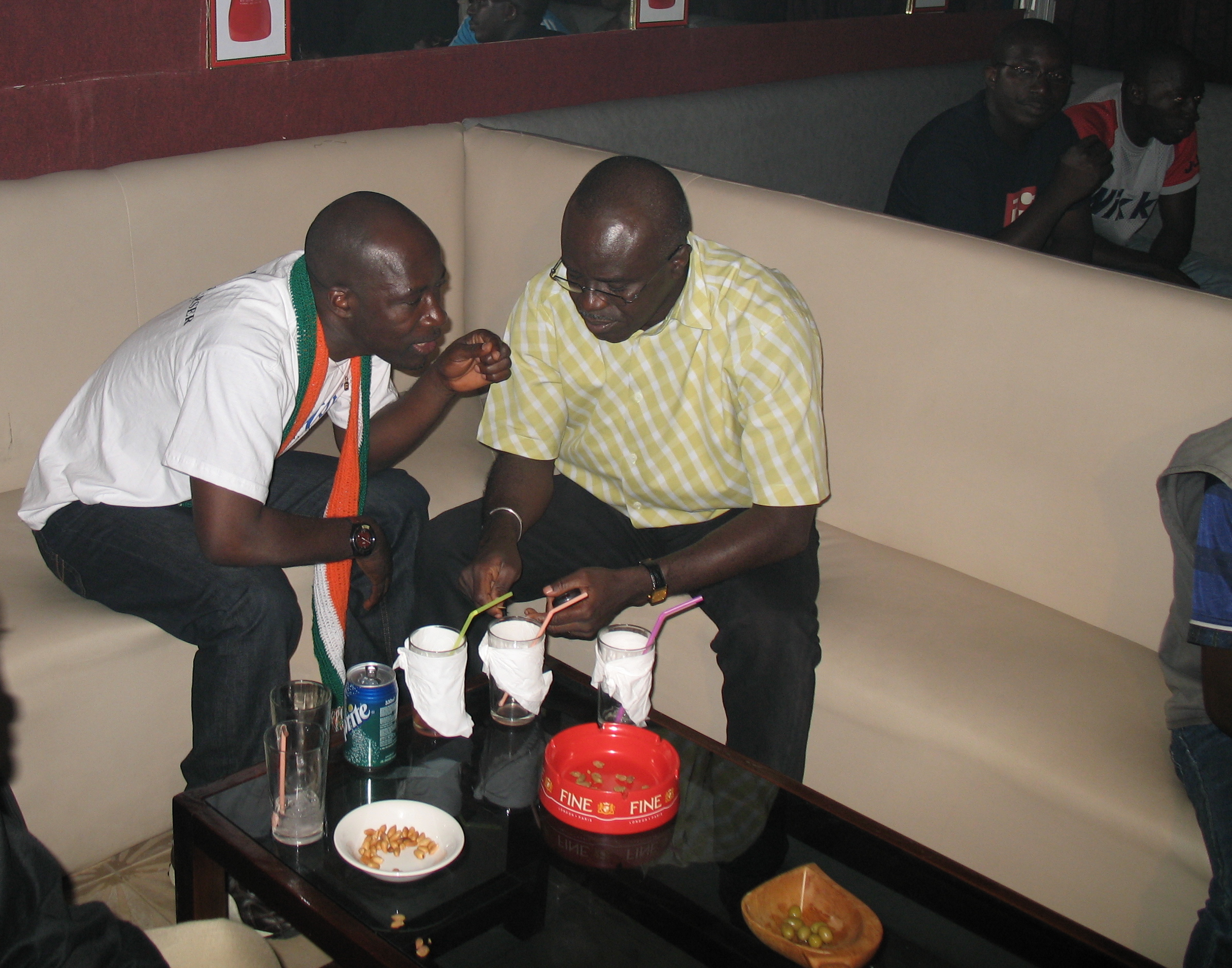
Charles Blé Goudé dans une discothèque d'Abidjan en 2006

À la suite de l'élection présidentielle controversée de novembre 2010, Blé Goudé est nommé ministre de la Jeunesse, de la Formation professionnelle et de l’Emploi dans le gouvernement du Premier ministre Gilbert Marie N'gbo Aké, nommé par Laurent Gbagbo mais non reconnu par l'opposition et par la communauté internationale.
La déroute des forces pro-Gbagbo après la reprise des combats en mars 2011 et l'approche des forces pro-Ouattara vers Abidjan l'incitent à vouloir prendre la fuite vers le Ghana le 12 mars 2011. Arrêté par les gendarmes à Aboisso, il est prié par ces derniers de retourner vers la capitale économique afin de poursuivre son combat. Quelques jours après, le 21 mars, il mobilise une foule de jeunes Ivoiriens, venus s'enrôler dans les forces pro-Gbagbo. Il organise ensuite une grande manifestation de soutien au président Gbagbo près du palais présidentiel, dans la soirée du 26 mars avec un campement sur place dans la nuit suivante, qui rassemble entre 200 000 et 500 000 participants.
Après l'assaut des forces armées d'Alassane Ouattara, le 11 avril 2011, contre le palais présidentiel d'Abidjan tenu par Laurent Gbagbo et ses partisans, Charles Blé Goudé part en exil. Sous le coup d'un mandat d'arrêt international, il est arrêté le 17 janvier 2013 à Accra, détenu par la police ghanéenne, puis extradé vers la Côte d'Ivoire le lendemain.

### Procès devant la Cour pénale internationale
Le 1er octobre 2013, la Cour pénale internationale annonce avoir émis un mandat d'arrêt à son encontre le 21 décembre 2011. Blé Goudé y est visé pour des crimes contre l'humanité commis en 2010-2011 (meurtres, viols, persécutions…). Le 20 mars 2014, le conseil des ministres de Côte d'Ivoire accepte de remettre Blé Goudé à la CPI. Il y est transféré le 22 mars 2014. Il est le 3e ressortissant ivoirien, après Laurent Gbagbo et son épouse Simone à être poursuivi par cette juridiction pour les violences meurtrières de fin 2010-début 2011.
Son procès, conjoint avec celui de Laurent Gbagbo s'ouvre à La Haye le 28 janvier 2016. Sa durée est estimée à 3 ans minimum. La chambre est composée des juges Cuno Tarfusser (it), président, Olga Herrera Carbuccia (en) et Geoffrey Henderson.
Le 23 juillet 2018, la défense de Charles Blé Goudé dépose une demande de non-lieu. Son coaccusé Laurent Gbagbo fait de même.
Le 15 janvier 2019, Charles Blé Goudé est acquitté par la Cour pénale internationale. Le lendemain, la CPI suspend sa remise en liberté, après un nouvel appel déposé par le procureur. Celui-ci doit être au examiné sur le fond par la chambre d'appel le 1er février 2019. Il est alors libéré sous condition et est contraint de rester aux Pays-Bas.
En 2019, Blé Goudé fonde un parti politique, lui aussi nommé COJEP (pour Congrès panafricain pour la justice et l'égalité des peuples). Il en est élu président lors du premier congrès du parti en août 2019.
Le 18 décembre 2019, le procès de Blé Goudé pour des « actes de torture, homicides volontaires et viol » commis pendant les années 2010 et 2011, se tient devant le tribunal criminel d'Abidjan. Les avocats de Blé Goudé déposent un pourvoi en cassation car Blé Goudé, bloqué aux Pays-Bas en raison de sa liberté conditionnelle, ne peut se défendre en Côte d'Ivoire. Le procès est alors reporté. Mais, le procès a toutefois lieu en décembre, sans la présence des avocats de Blé Goudé et le 30 décembre, Blé Goudé est condamné à 20 ans de prison, 10 ans de privation de ses droits civiques et 200 millions de francs CFA de dommages et intérêts. Un mandat d'arrêt est délivré contre lui.
Le 6 février 2020, s'ouvre le procès en appel devant la CPI pour une levée partielle des termes de la liberté conditionnelle de Blé Goudé. En mai suivant, la CPI lève plusieurs contraintes de la liberté conditionnelle de Blé Goudé : en particulier, celui-ci récupère son passeport et la possibilité de sortir de sa commune de résidence. Néanmoins, Blé Goudé doit demander et obtenir l'accord des pays dans lesquels il souhaite se rendre.
Le 31 mars 2021, la chambre d'appel de la Cour pénale internationale rejette les requêtes de la chambre d'accusation : l'acquittement de Charles Blé Goudé et Laurent Gbagbo est ainsi confirmé. Les conditions de sa liberté conditionnelle sont aussi révoquées. Blé Goudé demande alors réparation auprès de la CPI pour les huit années passées en prison ou en liberté conditionnelle mais est débouté en février 2022. D'autre part, Blé Goudé ne peut rentrer en Côte d'Ivoire car les autorités ivoiriennes refusent de lui délivrer un passeport,.

### Retour en Côte d'Ivoire
Après des discussions entre Blé Goudé et le chef de cabinet du président Ouattara, la Côte d'Ivoire lui délivre un passeport le 30 mai 2022,. En octobre 2022, Alassane Ouattara donne son accord pour le retour de Blé Goudé en Côte d'Ivoire. Blé Goudé rentre en Côte d'Ivoire le 26 novembre,.
Fin décembre 2022, Blé Goudé fait une demande d'inscription sur les listes électorales (peu après la même demande faite par Laurent Gbagbo). Cette demande est refusée en décembre par la Commission électorale indépendante car Blé Goudé a été condamné en 2019.
En décembre 2024, Charles Blé Goudé demande une amnistie au président Ouattara pour pouvoir se présenter à l'élection présidentielle d'octobre 2025.

## Fortune personnelle
Charles Blé Goudé aurait largement profité de sa position privilégiée dans l'entourage de Laurent Gbagbo pour se convertir dans les affaires. En effet, selon des sources diplomatiques françaises révélées à leurs homologues américains, « Blé Goudé est devenu un homme d'affaires très prospère, avec des intérêts importants dans des hôtels, boîtes de nuit, restaurants, stations service et dans l'immobilier en Côte d'Ivoire ». Selon des diplomates américains, le financement de ses activités viendrait intégralement de Gbagbo et son entourage.

## Idéologie
En novembre 2005, il dit regretter les exactions contre les Occidentaux et se présente comme un pacifiste en prônant la non-violence et le rejet des armes comme moyen d’accession au pouvoir. Il organise depuis des journées pacifiques, (manifestation, congrès, réunion,…).
À la suite de cela, il est nommé en avril 2007 « ambassadeur de la paix » par le gouvernement de Guillaume Soro dans la perspective d'une réconciliation nationale. Cependant, ce titre, limité aux frontières de la Côte d'Ivoire, est purement factuel et ne s'apparente aucunement aux « ambassadeurs de la paix » de l'ONU. Cette posture pacifiste est vue selon des diplomates français comme un moyen pour Charles Blé Goudé de bien gérer ses affaires.